# Aston Martin DB10
L'Aston Martin DB10 è il prototipo di una coupé a due porte creato per il film di James Bond Spectre dalla casa automobilistica britannica Aston Martin nel 2014.

## Presentazione

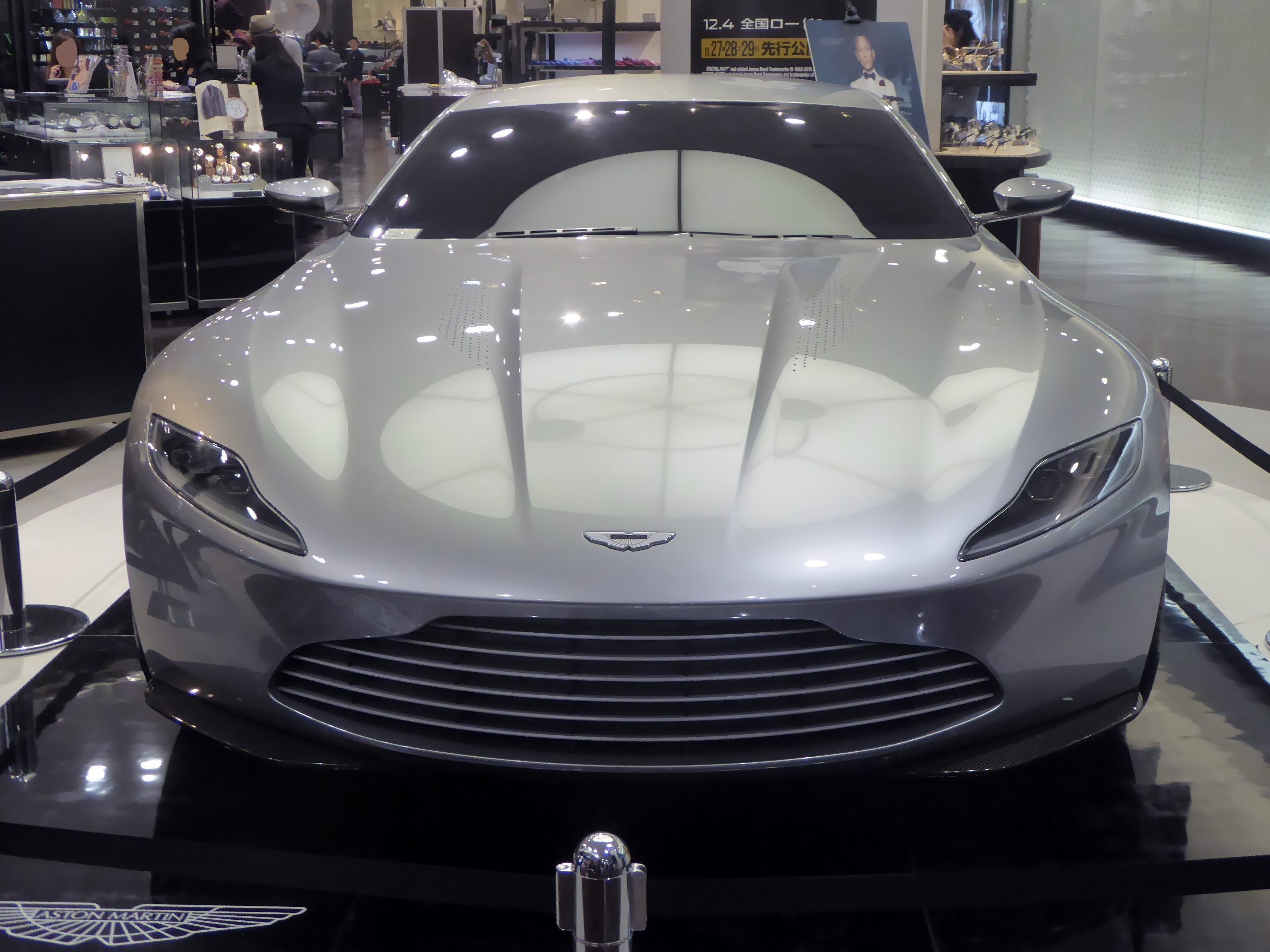
Dettaglio del frontale

La vettura è stata svelata da Sam Mendes e Barbara Broccoli, regista e produttore del film Spectre. L'inaugurazione ha avuto luogo nell'ambito della conferenza stampa ufficiale del film presso i Pinewood Studios, vicino a Londra, il 4 dicembre 2014. Mendes ha presentato la macchina come "il primo membro del cast". Il film è caratterizzato dalla componente automobilistica, di cui l'Aston Martin DB10 ne è la protagonista. Ciò ha continuato la tradizione delle auto dell'Aston Martin che ha caratterizzato diversi film di 007.
La casa automobilistica ha festeggiato la collaborazione dei cinquant'anni con i film del celebre agente Bond, che è iniziato con la DB5 utilizzata nel film del 1964 da Goldfinger.

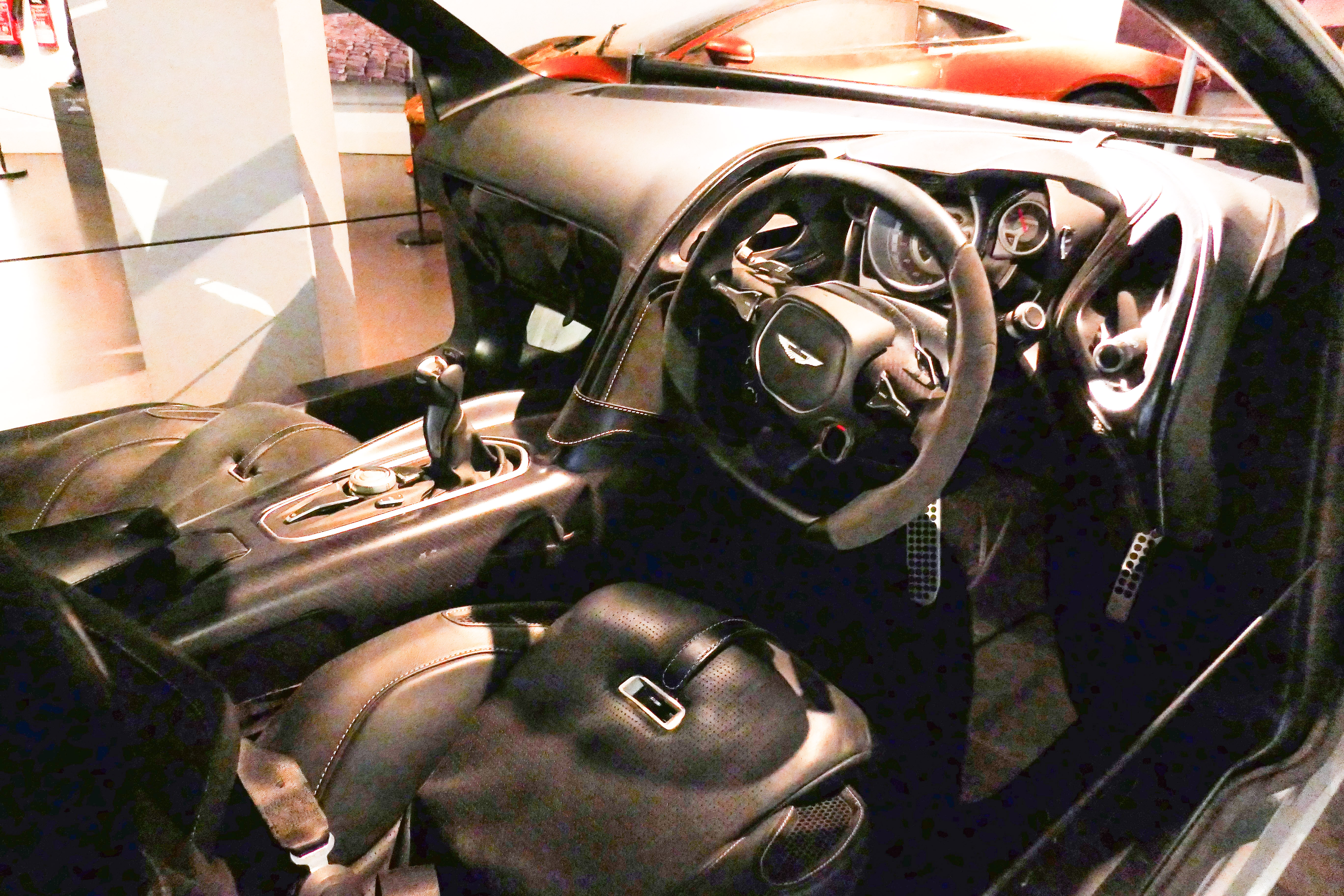
Gli interni

Il design della DB10 è stato creato dal designer della Aston Martin Marek Reichman insieme con il regista del film. La vettura è stata sviluppata appositamente per il film e dieci unità furono costruite e progettate da una squadra apposita di ingegneri della società a Gaydon. Delle 10 auto prodotte, 8 di queste sono state usate per le riprese nel film e due sono state costruite per scopi promozionali.
A partire dal dicembre 2014, Aston Martin ha rilasciato alcuni dei dettagli tecnici della vettura, che è caratterizzata da unità di trasmissione manuale a 6 marce e un motore V8. Il telaio della macchina è basato su una versione modificata della piattaforma VH che è alla base della Vantage. Tuttavia la DB10 ha un interasse più lungo ed è dimensionalmente simile alla One-77. Il motore che alimenta l'auto è un V8 da 4,7 litri con 321 kW (436 CV), lo stesso della Vantage S.
Il 19 febbraio 2016 una delle due "show car" è stata venduta all'asta per 3 milioni di euro circa.